# 高羽六甲アイランド小学校
高羽六甲アイランド小学校（たかはろっこうアイランドしょうがっこう）は、神戸市東灘区向洋町にある私立小学校。学校法人高羽幼稚園が運営している。2012年創立。

## 概要
六甲アイランドに3つある小学校のうちの1つ。
高羽幼稚園・高羽美賀多台幼稚園・高羽西岡本保育園からの進学も可能である。